# Bhum
Bhum là một thành phố và là nơi đặt hội đồng đô thị (municipal council) của quận Osmanabad thuộc bang Maharashtra, Ấn Độ.

## Địa lý
Bhum có vị trí 18°28′B 75°40′Đ / 18,47°B 75,67°Đ Nó có độ cao trung bình là 602 mét (1975 foot).

## Nhân khẩu
Theo điều tra dân số năm 2001 của Ấn Độ, Bhum có dân số 17.510 người. Phái nam chiếm 52% tổng số dân và phái nữ chiếm 48%. Bhum có tỷ lệ 68% biết đọc biết viết, cao hơn tỷ lệ trung bình toàn quốc là 59,5%: tỷ lệ cho phái nam là 76%, và tỷ lệ cho phái nữ là 60%. Tại Bhum, 14% dân số nhỏ hơn 6 tuổi.